# Флаг Китайской Республики
Флаг Кита́йской Респу́блики (кит. трад. 中華民國國旗, упр. 中华民国国旗, пиньинь Zhōnghuá Mínguó guóqí) — символ Китайской Республики. Состоит из элементов, символизирующих Синее Небо, Белое Солнце и Совершенно Красную Землю (кит. трад. 青天、白日、滿地紅, упр. 青天、白日、满地红;, пиньинь qīng tiān, bái rì, mǎn dì hóng), чтобы отразить его признаки. Впервые использовался Гоминьданом в 1928 году.
Синее Небо с Белым Солнцем (кит. трад. 青天白日, пиньинь Qīng tīan bái rì), служили проектом партийного флага и эмблемы Гоминьдана.
В «Синем Небе с Белым Солнцем» символ, двенадцать лучей белого Солнца, представляющего двенадцать месяцев и двенадцать традиционных китайских часов (時辰 shíchen), каждый из которых соответствует двум современным часам (小時 xiǎoshí, непереносное значение: «небольшой, малый shi»), и символизирует Дух Прогресса.

## История флага
Нынешний тайваньский флаг был государственным символом Китая с 1928 года, пока не был заменён коммунистическим флагом в 1949 году.
В декабре 1911 года, когда Сунь Ятсен сформировал первое Временное правительство, государственным флагом Китая стал флаг из пяти горизонтальных полос: красной, жёлтой, синей, белой и чёрной, которые символизировали народности Китая: маньчжуров, китайцев, монголов, мусульман, тибетцев.
Официально красный флаг с солнцем в синем кантоне как государственный был утвержден 8 октября 1928 года. После поражения Гоминьдана в войне с коммунистами и провозглашения Китайской Народной Республики в 1949 году, правительство бежало на остров Тайвань. Название «Тайвань» часто используется в международной практике для удобства.
|  | Флаг Китайской Республики 1912—1928                      |
|  | Флаг Китайской Республики с 1928 года                    |
|  | Флаг Китайской Республики (режим Ван Цзинвэя, 1940—1945) |

## Интересные факты
|  | Флаг Китайского Тайбэя на Олимпийских играх |

Тайвань не является членом ООН с 1971 года, когда его место заняла КНР. Поэтому, на международных спортивных состязаниях использование флага Тайваня запрещено. Спортсмены Тайваня вынуждены использовать нейтральный флаг с изображением цветка мэйхуа. На Олимпийских играх и Универсиадах, в которых Тайвань участвует под названием Китайский Тайбэй, используется белый флаг с изображением цветка, внутри которого помещается белое солнце в синем круге и олимпийские кольца или буква U на Универсиадах.
Флаг Бирмы/Мьянмы в 1948—2010 годах был очень схож с флагом Китайской Республики. Ввиду чего, например, на Олимпийских играх 2008 года в Пекине тайваньские болельщики использовали флаг Мьянмы, поскольку тайваньский флаг в КНР запрещён.